# Giennadij Fomin
Giennadij Iwanowicz Fomin (ros. Геннадий Иванович Фомин, ur. 2 kwietnia 1914, zm. 24 marca 1980 w Moskwie) – radziecki dyplomata.

## Życiorys
Członek WKP(b), 1936 ukończył Moskiewski Instytut Inżynierów Budownictwa Komunalnego, od 1939 pracował w Ludowym Komisariacie Spraw Zagranicznych ZSRR, 1941-1945 zastępca kierownika Wydziału Protokolarnego tego komisariatu, 1945-1948 I sekretarz Ambasady ZSRR w Wenezueli. Od 1948 do 3 kwietnia 1952 radca Ambasady ZSRR na Kubie, równocześnie do 3 kwietnia 1952 chargé d'affaires ZSRR na Kubie, 1953-1955 radca Misji/Ambasady ZSRR w Izraelu, 1955-1956 szef Wydziału Protokolarnego Prezydium Rady Najwyższej ZSRR, 1956-1957 pomocnik wiceministra spraw zagranicznych ZSRR. Od 1958 do listopada 1960 poseł-radca Ambasady ZSRR we Włoszech, od 25 listopada 1960 do 9 października 1964 ambasador nadzwyczajny i pełnomocny ZSRR w Somalii, od 1965 do lutego 1968 kierownik III Afrykańskiego Wydziału Ministerstwa Spraw Zagranicznych ZSRR, od 21 lutego 1968 do 27 stycznia 1970 ambasador nadzwyczajny i pełnomocny ZSRR w Meksyku.